# 高木書房
高木書房（たかぎしょぼう）は日本の出版社。
政治評論・経営学・人生論・歴史書などのジャンルに強い。
田母神俊雄・西村真悟・田中正明・高山正之・深田匠など、保守派とされる人物の著書を多く出版している。

## シリーズ
- 日本の将来
  - 悲劇は始まっている（林健太郎・高坂正尭・村松剛・辻村明・漆山成美著、1972年）
  - 日米両国民に訴へる（福田恆存著、1973年）
  - 中国のすべて（企画・監修 福田恆存、1974年）
  - ソ連のすべて（企画・監修 福田恆存、1974年）
  - 資源・エネルギーのすべて（企画・監修 崎川範行、1974年）
  - 教育のすべて（企画・監修 福田恆存、1975年）
  - 日本共産党「民主連合政府綱領」批判（共同執筆 グループ1984年、1975年）
  - 新聞のすべて（企画・監修 福田恆存、1975年）
  - 国家意識なき日本人（企画・監修 福田恆存、1976年）
  - 自由社会は生き残れるか（企画・監修 高坂正尭、1976年）
  - 総評のすべて（企画・監修 氣賀健三、1976年）
  - 中国はどうなるか　中国のすべて 続（企画・監修 福田恆存、1976年）
  - 女性のすべて 男性からの要望（企画・監修 会田雄次、1977年）
  - 憲法のすべて（企画・監修 福田恒存、1977年）
  - 朝鮮半島のすべて（企画・監修 福田恆存、1977年）

| スタブアイコン | サブスタブ | この項目は、まだ閲覧者の調べものの参照としては役立たない、企業に関連した書きかけの項目です。この項目を加筆・訂正などしてくださる協力者を求めています（PJ:経済）。 |